# MakSim
Marina Sergejevna Abrosimova (Марина Сергеевна Абросимова), född 10 juni 1983 i Kazan, med artistnamnet MakSim (МакSим, tidigare även Maxi-M) är en rysk popsångerska.
Hon slog igenom 2003 och har gett ut två album. Till sin hjälp har hon ett band bestående av Evgenij Modestov (Евгений Модестов, gitarr), Stanislav Grosjev (Станислав Грошев, elbas), Valentin Tarasov (Валентин Тарасов, slagverk) och Kirill Antonenko (Кирилл Антоненко, keyboard).
Hennes debutalbum är med 1,5 miljoner exemplar det mest sålda ryska albumet av en kvinnlig artist. Vid en gala ordnad av tidningen Moskovskaja Komsomolets i februari 2008 utnämndes hon till 2007 års bästa artist.

## Diskografi
Album
- Трудный возраст ("Svår tid"), 28 mars 2006, har sålt 2 miljoner exemplar
- Мой рай ("Mitt paradis"), 13 november 2007, har sålt 2 miljoner exemplar
- Одиночка ("Loner"), 1 december 2009, har sålt 50 tusen exemplar
- Другая реальность ("annan verklighet"), 27 maj 2013